# يكة جلكاء
يكة جلكاء (الاسم العلمي:Yucca glauca) هي نوع من النباتات تتبع جنس اليكة من الفصيلة الهليونية. سمي هذا النوع نسبة إلى اللون الأجلك في إشارة إلى لون الأوراق.

## الموئل والانتشار
موطنه غرب أمريكا الشمالية من ألبرتا وساسكاتشوان في كندا إلى تكساس وأريزونا ونيومكسيكو في الولايات المتحدة والمكسيك.

## الوصف النباتي

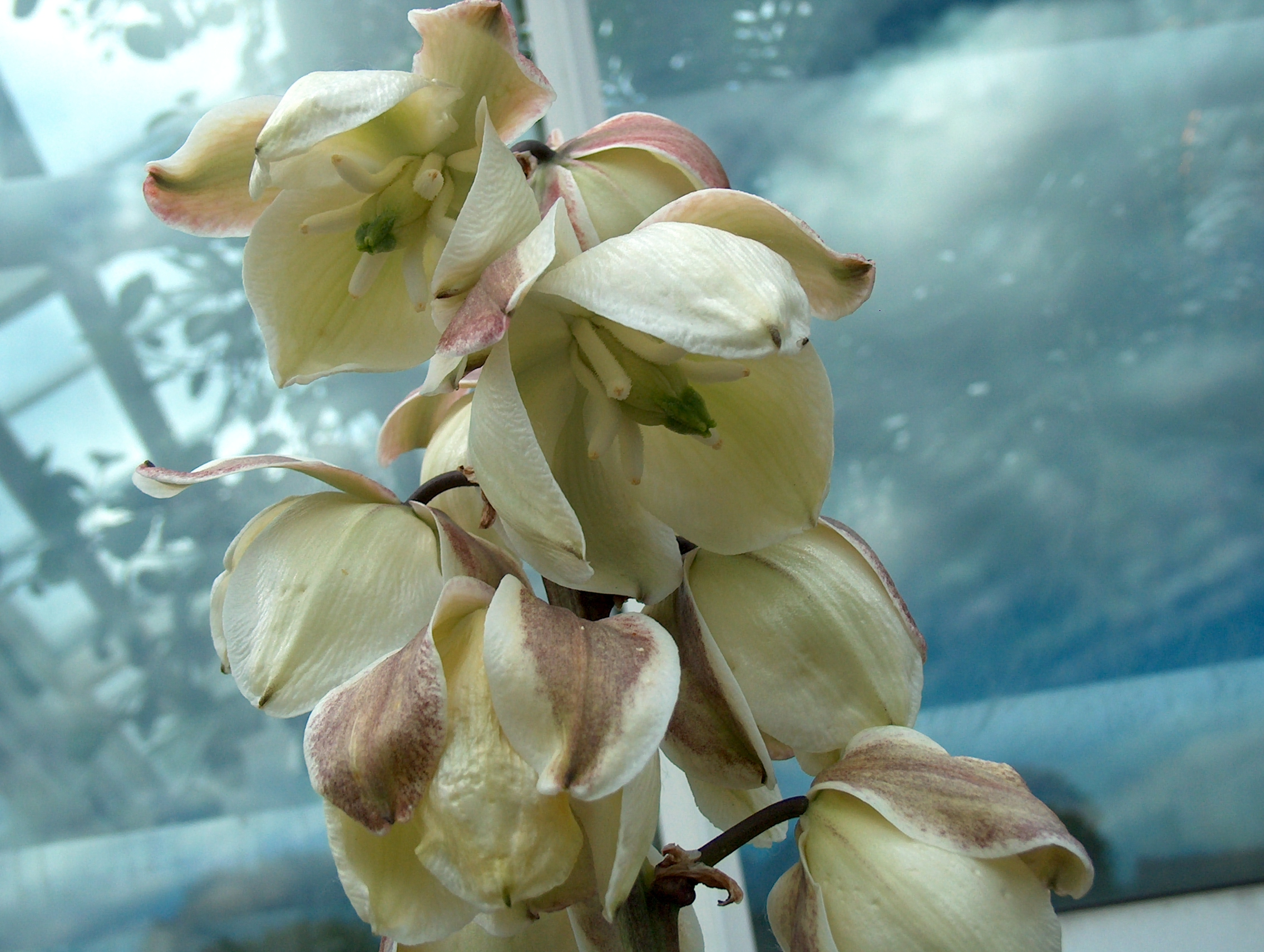
نورة اليكة الجلكاء

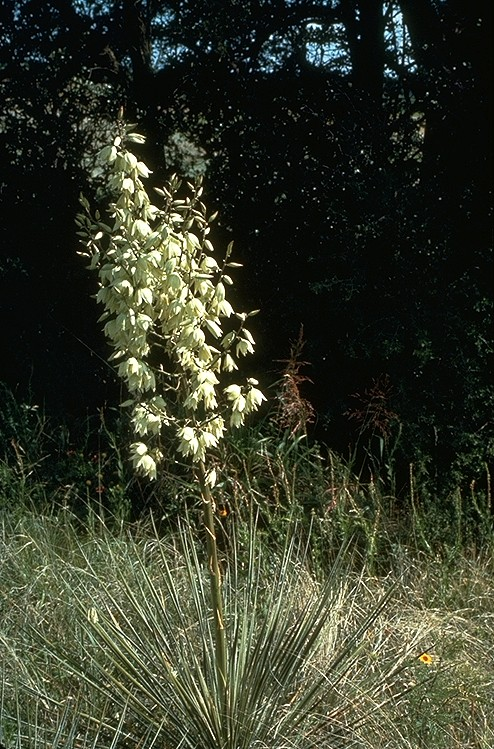
أزهار اليكة الجلكاء

النبات معمر ومستديم الخضرة.